# Pier Carpi
Pier Carpi (16 de enero de 1940 en Scandiano, Italia - 26 de julio de 2000), fue un escritor y guionista de historietas italiano.
Además de cómics , Pier Carpi escribe novelas, guiones de películas y crea una revista de terror. En 1963 , comenzó su carrera para Disney ( Topolino ). En la década de 1960 creó varias series de género, como Auranella . En 1970 crea con su amigo Alfredo Castelli (creador de Martin Mystère ) la revista Horror y luego inicia una carrera periodística que lo lleva a la mayoría de los diarios a través de la RAI.
Podemos ver su huella también en la revista Linus así como en Sergio Bonelli Editore ( Dylan Dog , Martin Mystère , Zona X ) y para Astorina y su personaje favorito: Diabolik . Le debemos un buen número de adaptaciones novedosas de este “héroe”. También escribió guiones para DC Comics , ( Batman , Superman …).
En Lug , creó Dick Demon , Morgane , Sibilla y Bob Lance . Para My Journal , está escribiendo el guion de Le Motard publicado originalmente en Corriere della sera .
Además realiza una actividad editorial en el diario satírico Bertoldo editado por Sansoni. Más recientemente, se ha dedicado principalmente a escribir novelas. Adaptaciones de Diabolik, libros sobre sociedades secretas o Cagliostro o las profecías del Papa Juan XXIII (traducidas al francés) a través de los Kennedy, aborda muchos temas. También escribe para teatro y cine: Un ombra nell'ombra o Cagliostro con Curd Jürgens , Povero Cristo , Irène Papas . Explora registros como el drama y la comedia, como se muestra en los títulos The Pope on Vacation o Mandrake in Dallas .
Obras
Libros (novelas o ensayos)
La muerte fácil , 1964
Storia della magia ,
Il mistero di Sherlock Holmes , Sansoni ca. 1968
Le società segrete , Radar 1968
Cagliostro il taumaturgo , MEB 1972, reimpreso en 1975 en 1979.
I mercanti dell'occulto Armenia, 1973,
Un'ombra nell'ombra , Norte ca. 1974
Rasputin, ultimo profeta , Campironi 1974
Palazzo d'Estate 1978,
La Banda Kennedy 1980, reedición en 1990,
Il caso Gelli: la verità sulla Loggia P2, parla Licio Gelli con documenti inediti , inei 1982
Il diavolo 1988,
Il venerabile , Gribaudo e Zarotti ca. 1993
Gesù contro Cristo: tra magia e mistero, il romanzo che svela i segreti del Vangelo , Simonelli 1997
Identikiller , Città Armoniosa 1978
Nel palazzo d'estate quella notte Adolf Hitler strangolò Jacqueline Kennedy , Corno 1978
Testimoni del mistero: storie e dialoghi di magia interpretati da Agatha Christie, Giorgio Strehler, Irene Papas, Felix Jussupoff, Giuliana d'Olanda, Walt Disney , Rusconi 1979
La Banda Kennedy , Centroedizioni 1980 (poi nuova edizione, Gribaudo c. 1992)
Il diavolo: i riti, i sabba, gli esorcismi, tutti i segreti ei patti satanici , Editoriale Albero 1988, Le profezie di papa Giovanni: la storia dell'umanità dal 1935 al 2033 (Las profecías del Papa Juan XXIII ), Edizioni mediterranee 1976, Texto en línea en francés o Ediciones I read L'Aventure mystérieuse N ° A353
Premios
En 1969 ganó el premio Grand Guinigi, mejor guionista italiano.

## Teorías
En su libro Las profecías de Juan XXIII, indica que en el año 1935 el futuro papa Juan XXIII, Angelo Roncalli, es invitado a ingresar una sociedad iniciática de tipo masónica heredera de las enseñanzas Rosacruz a la que pertenecieron en el pasado Louis Claude de Saint-Martin, el conde de Cagliostro y el conde de Saint Germain. Además, menciona la existencia de pruebas documentales de la iniciación en Turquía de Angelo Roncalli.